# Zambija
Zambija je država u južnoj Africi, bez izlaza na more. Graniči na zapadu s Angolom, na sjeveru s DR Kongom, na sjeveroistoku s Tanzanijom, na istoku s Malavijem, na jugoistoku s Mozambikom te na jugu sa Zimbabveom, Bocvanom i Namibijom.

## Zemljopis
Većina Zambije zauzima visoravan čije se visine kreću od 1000 do 1500 m, ispresijecana dubokim riječnim dolinama i tektonskim jarcima. Teren se uspinje prema istoku, gdje se u brdima Mafinga nalazi najviša točka Zambije s visinom od 2301 m. Veliki dio južne granice prema Zimbabveu tvori rijeka Zambezi na kojoj se nalaze Viktorijini vodopadi, među najpoznatijima na svijetu.

## Povijest
Prvotne starosjedioce Bušmane i Hotentote prije 2000 godina istisnuli su nadolazeći Bantu narodi. U 8. stoljeću na području gornjeg Zambezija ustanovio je narod Barotse državu Barotseland, a sjeverno od nje formirao se plemenski savez naroda Bemba. Glavnina doseljavanja započela je u 15. stoljeću s dolaskom naroda Luba i Lunda iz susjednog Konga i Angole. Narod Nguni, koji potječe s juga, pridružio im se u 19. stoljeću.
Osim malobrojnih portugalskih istraživača Europljani nisu došli u dodir s teritorijem Zambije sve do sredine 19. stoljeća kada na ovo područje prodiru zapadni istraživači, misionari i trgovci. Tako godine 1855. engleski istraživač David Livingstone za Europu otkriva slapove na rijeci Zambezi i naziva ih po kraljici Viktoriji.
Godine 1888. Cecil Rhodes, predstavnik britanskih trgovačkih i političkih interesa, dobio je od ovdašnjih poglavica koncesiju za iskorištavanje rudnih bogatstava, a još iste godine Sjeverna i Južna Rodezija (sadašnji Zimbabve) proglašene su za područja britanske interesne sfere. Upravljanje protektoratom Sjeverne Rodezije godine 1924. prebačeno je na Britanski kolonijalni ured.
Godine 1953. dvije Rodezije s Nyasom (današnji Malavi) oblikuju Federaciju Rodezije i Nyase. Sjeverna je Rodezija u to vrijeme poprište nemira, što uzrokuje krizu upravljanja Federacijom. Crna većina zahtjeva veće sudjelovanje u vladi, što dovodi u listopadu i prosincu 1962. do raspisivanja izbora za Zakonodavno vijeće. Pobjeđuju Udružena narodna stranka neovisnosti - UNIP i Afrički narodni kongres Zambije - ZANC, koji u koaliciji ne surađuju osobito složno. Vijeće zahtjeva odcjepljenje Sjeverne Rodezije od Federacije i potpunu samoupravu utemeljenu na novom ustavu i širim demokratskim pravima. Po raspadu Federacije 31. prosinca 1963. nastaje dana 24. listopada 1964. neovisna Republika Zambija.Prvi predsjednik bio je Kenneth Kaunda.

## Stanovništvo
U Zambiji živi oko 70 etničkih skupina koje uglavnom govore Bantu jezicima. Najveće su Bemba, Nyanja-Chewa, Tonga, Lunda, Luvale, Kaonde i Lozi. Najzastupljenija religija je kršćanstvo, najviše katoličanstvo, a oko trećina stanovnika su muslimani ili hinduisti. Zambija je u afričkim razmjerima prilično urbanizirana – u gradovima živi 44% stanovništva. Virusom HIV-a zaraženo je 16,5% odraslog pučanstva (nešto manje od milijun ljudi).

## Gospodarstvo
Iako je velika većina stanovnika zemlje zaposlena u poljoprivredi, glavni je pokretač zambijskog gospodarstva rudarstvo. Zemlja ima velika nalazišta bakra, a vadi se i kobalt. U postkolonijalnom razdoblju zambijsko je gospodarstvo uglavnom stagniralo ili nazadovalo, dijelom i zbog nacionalizacije rudarske industrije i posljedičnog lošeg upravljanja, a dijelom i zbog nepovoljnog svjetskog tržišta bakra, glavnog izvoznog proizvoda. U posljednjih nekoliko godina program privatizacije i liberalizacije te rast cijena bakra na svjetskom tržištu pomogli su gospodarskom oporavku zemlje. Izvozi se i značajna količina struje dobivene u hidroelektranama.
BDP je za 2004. procijenjen na 900 USD po stanovniku (mjereno po PPP-u).